# 圖斯湖
54°44′07″N 89°57′38″E / 54.7353°N 89.9606°E

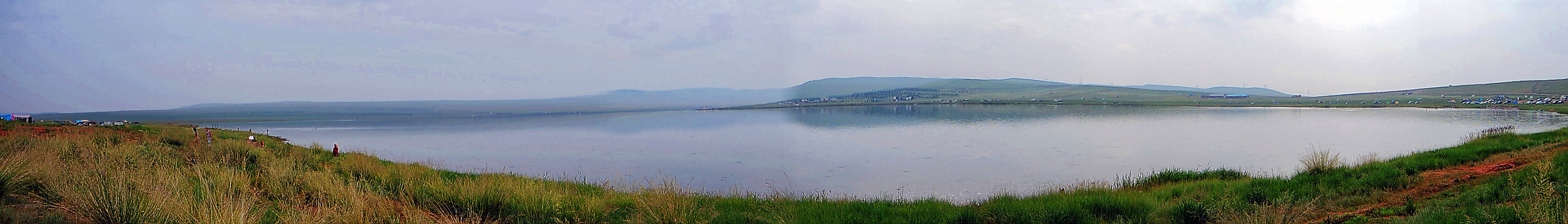

圖斯湖（俄语：Тус），是俄羅斯的湖泊，位於該國南部哈卡斯共和國，由希拉區負責管轄，面積2.6平方公里，海拔高度386米，湖岸線長度8公里，最大水深2米。